# アマランテ
アマランテ (葡: Amarante) は、ポルトガル北部のポルト県にある自治体。2011年の人口は56,264人。2017年、ユネスコにより創造都市ネットワークの「音楽都市」に選ばれた。26の市民教区 (ポルトガル第三の行政区画) に分かれている。古くから巡礼地となり発展。半島戦争では侵攻してきたフランス軍を撃退し、塔と剣の勲章を授与され、紋章にも描かれている。

## 姉妹都市
- フランス、アシェール
- ドイツ、ヴィースロッホ
- モザンビーク、ナンプラ